# Börries von Hammerstein
Börries Friedrich Carl von Hammerstein (* 25. Oktober 1781 in Groß Hilligsfeld; † 30. Dezember 1844 in Apelern) war ein deutscher Großgrundbesitzer und Mitglied der Reichsstände des Königreichs Westphalen.

## Leben
Börries Friedrich Carl von Hammerstein entstammte dem ursprünglich bergischen Adelsgeschlecht von Hammerstein. Seine genaue Herkunft ist nicht überliefert. Nach dem Abitur studierte er an der Universität Göttingen Rechtswissenschaften und wurde im Jahre 1798 Kurfürstlich Hannoverscher Hofjunker und dort zwei Jahre später Kammerjunker. Im Jahre 1806 war er Assistent des Deputierten der schaumburgischen Landstände. Im Jahr darauf reiste er als Mitglied der Ständedeputation des Königreichs Westphalen zu Beratungen über die westfälische Verfassung nach Paris und Fontainebleau. Der Raum Westfalens wurde mit anderen Gebieten nach dem Frieden von Tilsit im Jahre 1807 als Königreich Westphalen zum Satellitenstaat des Französischen Kaiserreichs. Börries Friedrich Karl war politisch sehr aktiv und in vielen Gremien vertreten. Im Jahre 1840 wurde er aus dem hannoverschen Hofdienst verabschiedet.

## Politische Ämter
- Mitglied des Landtags für die Grafschaft Schaumburg
- 1808–1811 Mitglied des Wahlkollegiums für das Weserdepartement
- 1808 Maire im Kanton von Rodenberg
- 1808–1813 Mitglied der Reichsstände im Königreich Westphalen
- 1813–1814 Mitglied der provisorischen Regierungskommission für die Grafschaft Schaumburg in Rinteln
- 1815–1817 Mitglied des Landtags der Grafschaft Schaumburg
- 1830–1838 Mitglied der Kurhessischen Ständeversammlung

## Ehrungen und Auszeichnungen
- 1820 Rechtsritter des Johanniterordens
- 1830 Ritter des Guelphenordens

## Sonstiges
Im Jahre 2004 wurden die Gartenanlagen des Schlosses Hammerstein, ursprünglich auf einer Insel gelegen und im Stil der Weserrenaissance errichtet, wiederhergestellt. Die Arbeiten orientierten sich an den historischen Gartenplänen des Börries Friedrich Karl von Hammerstein, der auf seinen Reisen die Gärten der englischen Königsschlösser besichtigt und zwischen 1805 und 1806 die Gartenanlagen geschaffen hatte.